# エミリー・ムント
エミリー・ムント（Caroline Emilie Mundt、1842年8月22日 - 1922年10月25日）はデンマークの画家である。

## 略歴
ソーレに生まれた。父親は伝統のあるたソーレ・アカデミー(Sorø Akademi)の数学教授であった。3歳で母親をなくし、父親はコペンハーゲンに家族を移した。父親の家には、コペンハーゲンの市長を務めたおじのJust Henrik Mundt らの政治家や知識人が集まり、議論が行われるなかで育った。デンマークにおける女性教育の先駆者、セーレ（Natalie Zahle）が創設した学校（N. Zahles Skole）で学び、1861年に、個人教授になる資格を得たが、美術教師に絵の才能を認められて、母校での図画などの教師となった。
画家になる決意を固めたのは30歳になってからで、ヴィルヘルム・キューンが作った女性のための美術学校に入学し、そこで生涯に渡って協力して美術活動を行う事となるマリ・ルプラウ（Marie Luplau）と知り合った。1875年に、デンマーク王立美術院に受け入れられないので、王立美術院の教授の妻でもある女性画家、Elisabeth Jerichau-Baumannの勧めで、ルプラウとミュンヘンの美術学校に進み、エイリッフ・ペーテシェンのもとで学んだ。
1882年から1884年の間はパリの私立美術学校、アカデミー・コラロッシで学び、フランスの写実主義の画家、ジュール・ブルトンやジュール・バスティアン・ルパージュの作品から影響を受けて、貧しい子供たちの生活を題材とする一連の絵画を描くことになった。
1886年にルプラウと、フレデリクスベアに女性のための美術学校を作り、1913年まで運営した。2人は女性参政件運動の活動家でもあった。1916年に画家のアンナ・アンカー、マリー・ヘンレゲス、彫刻家のカール＝ネルソン（Anne Marie Carl-Nielsen）によって設立された女性美術協会（Kvindelige Kunstneres Samfund）の創立時からメンバーとなった。

## 作品

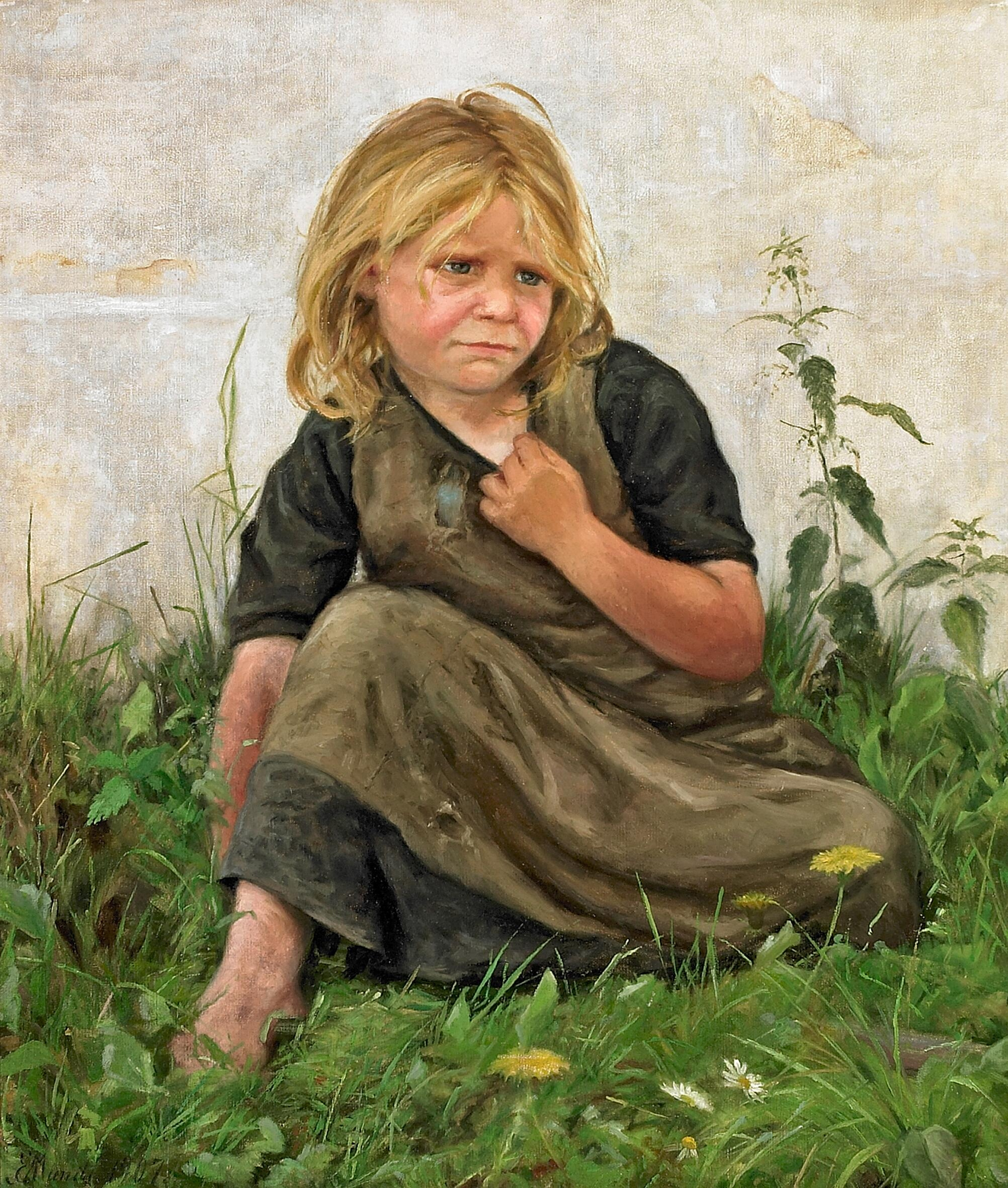
Girl 草の上に座る少女 (1907)
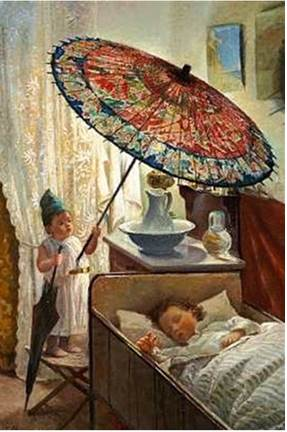
傘と赤ん坊(1894)
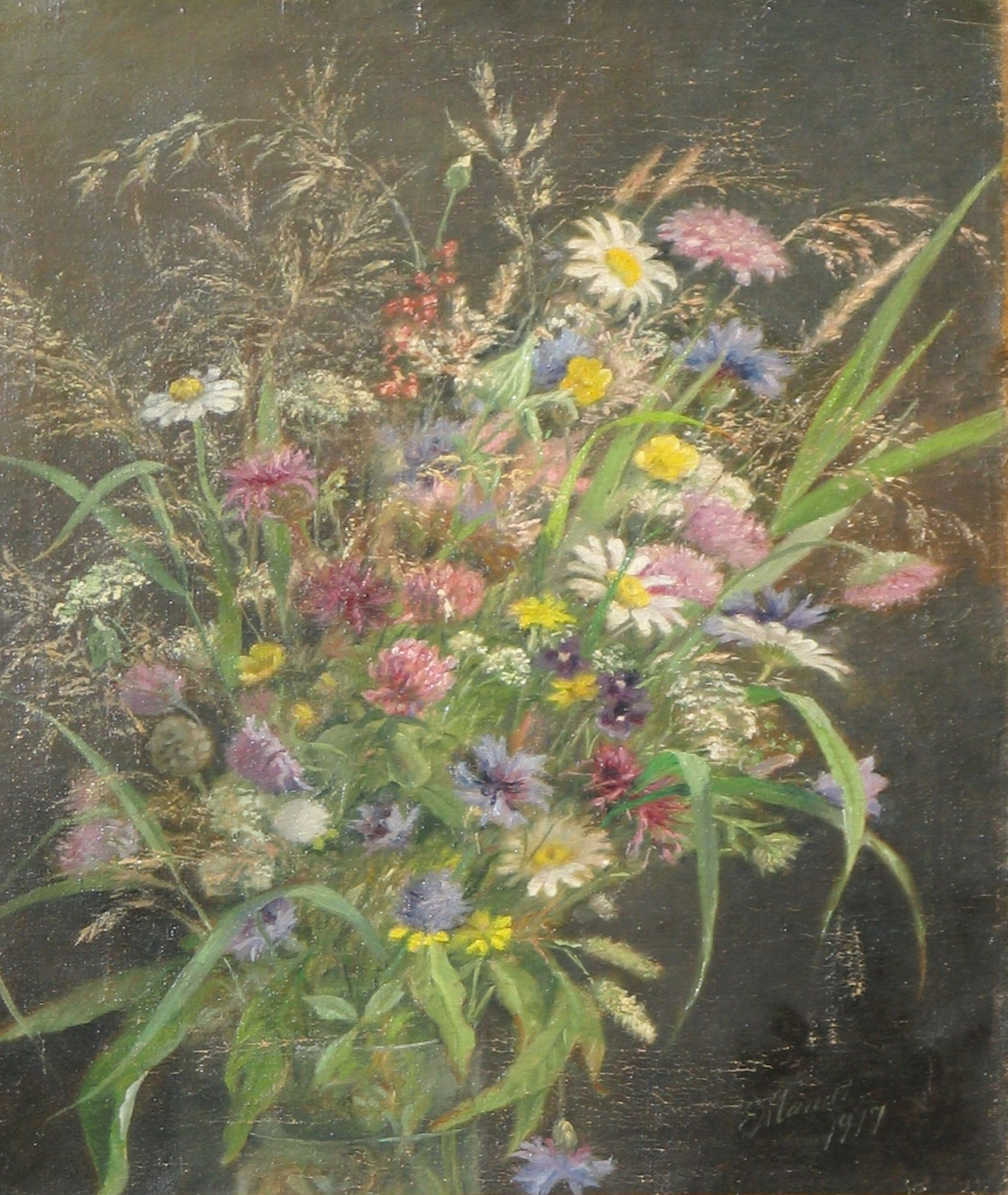
野の花 (1917)
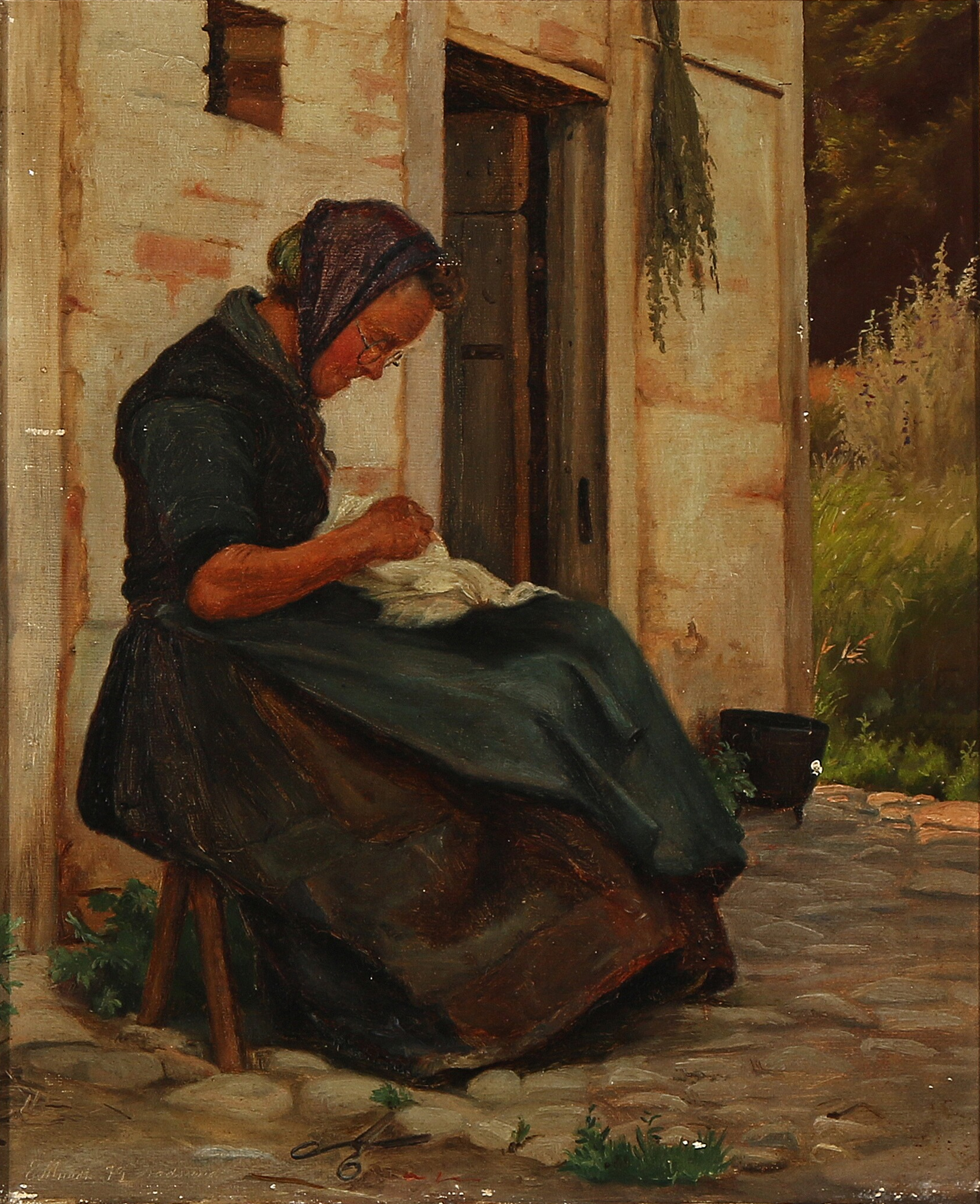
繕いをする農家の女性(1879)

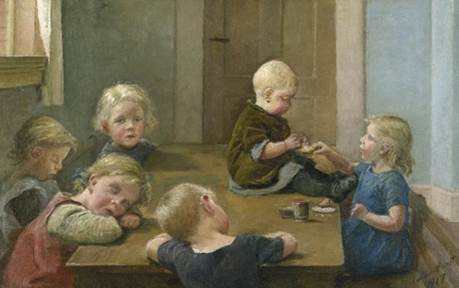
After Lunch
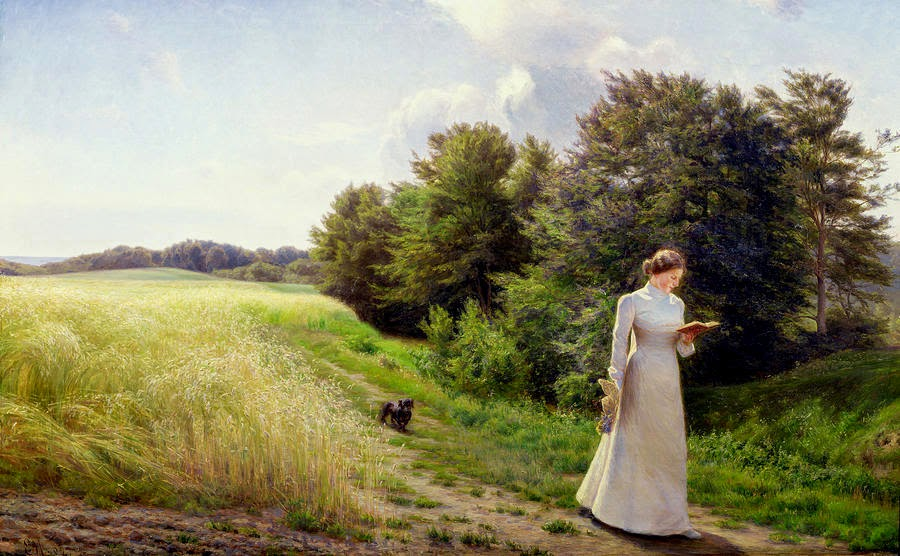
Woman in White, Reading
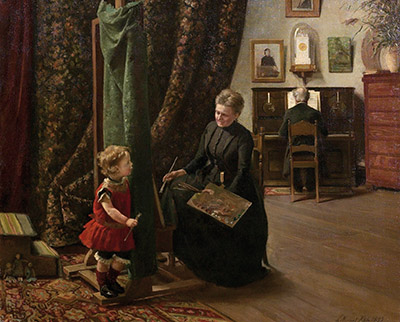
Female painter with Child (1893)